# Obrotówka
Obrotówka lub też błystka obrotowa – rodzaj błystki, przynęty wędkarskiej używanej do połowu ryb. Składa się z drutu, na którym osadzony jest korpus, koraliki łożyskujące strzemiączko, na którym znajduje się obracający się podczas ściągania, wyprofilowane skrzydełko. To, jak szeroko obracać się będzie skrzydełko, zależy od jego ciężaru, kształtu i od tego, jak mocno jest wyprofilowane. Drut z obu stron zakończony jest oczkami – tylne służy do założenia kotwiczki, drugie zaś do umocowania żyłki.